# Vincent Samuel
Vincent Samuel (ur. 10 sierpnia 1950 w Ayroor) – indyjski duchowny rzymskokatolicki, od 1996 biskup Neyyatinkara.